# Клемент Кворти
Клемент Исак Ике Кворти (Акра, 12. април 1938 — 2. новембар 2024) био је боксер из Гане и први освајач олимпијске медаље за Гану. На Олимпијским играма у Риму 1960. освојио је сребрну медаљу у полувелтер дисциплини. До финала је имао четири борбе, а у финалу га је зауставио боксер из Чехословачке Богумил Немечек. На Играма комонвелта 1962. освојио је златну медаљу. Његов млађи брат Ике Кворти је ВБА првак у боксу.